# دميترو ميتروفانوف
دميترو ميتروفانوف (بالأوكرانية: Митрофанов Дмитро Юрійович)‏ (مواليد 8 نوفمبر 1989) هو ملاكم أوكراني، مثّل بلاده في الألعاب الأولمبية الصيفية 2016.

## روابط خارجية
دميترو ميتروفانوف على موقع بوكس ريك (الإنجليزية) (registration required)
- دميترو ميتروفانوف على موقع اللجنة الأولمبية الدولية (الإنجليزية)
- دميترو ميتروفانوف على موقع أوليمبيديا (الإنجليزية)